# Hayya Hayya (Better Together)
«Hayya Hayya (Better Together)» — песня американского певца Тринидада Кардоны, нигерийского певца Давидо и катарской певицы AISHA. Это первый сингл официального саундтрека чемпионата мира по футболу FIFA 2022, состоящего из нескольких песен. Трек был спродюсирован RedOne и выпущен 1 апреля 2022 года. Название содержит арабское слово hayyā (هيا), междометие, означающее «поехали!».

## Клип
Клип на песню был выпущен 1 апреля 2022 года. В нём участвуют Тринидад Кордона, Давидо, AISHA и RedOne.

## Участники записи
- Тринидад Кардона — слова, композиция, вокал
- Давидо — композиция, вокал
- АИША (Аиша Азиани) — вокал
- RedOne — слова, композиция, постановка, аранжировка, бэк-вокал

## Издание
| Область, край | Свидание         | Формат               | Этикетка        |
| ------------- | ---------------- | -------------------- | --------------- |
| Различный     | 1 апреля 2022 г. | Цифровая дистрибуция | Universal Music |